# Gisekia
Gisekia, biljni rod smješten u vlastitu porodicu Gisekiaceae, dio reda Caryophyllales. Postoji sedam priznatih vrsta raširenih po Africi, Indijskom potkontinentu i Indokini.

## Vrste
1. Gisekia africana (Lour.) Kuntze
2. Gisekia diffusa M.G.Gilbert
3. Gisekia haudica M.G.Gilbert
4. Gisekia paniculata Hauman
5. Gisekia pharnaceoides L.
6. Gisekia polylopha M.G.Gilbert
7. Gisekia scabridula M.G.Gilbert